# Ústí nad Labem
Ústí nad Labem (en allemand : Aussig ; autrefois en français : Aussig-sur-Elbe) est une ville de la Tchéquie, la capitale de la région d'Ústí nad Labem et le chef-lieu du district du même nom. Sa population s'élevait à 91 963 habitants en 2023.

## Géographie
Ústí nad Labem se trouve dans le nord de la Bohême, au point de confluence de l'Elbe (en tchèque : Labe) et de la Bilina, à 47,5 km au sud-sud-est de Dresde et à 70 km au nord-nord-ouest de Prague.

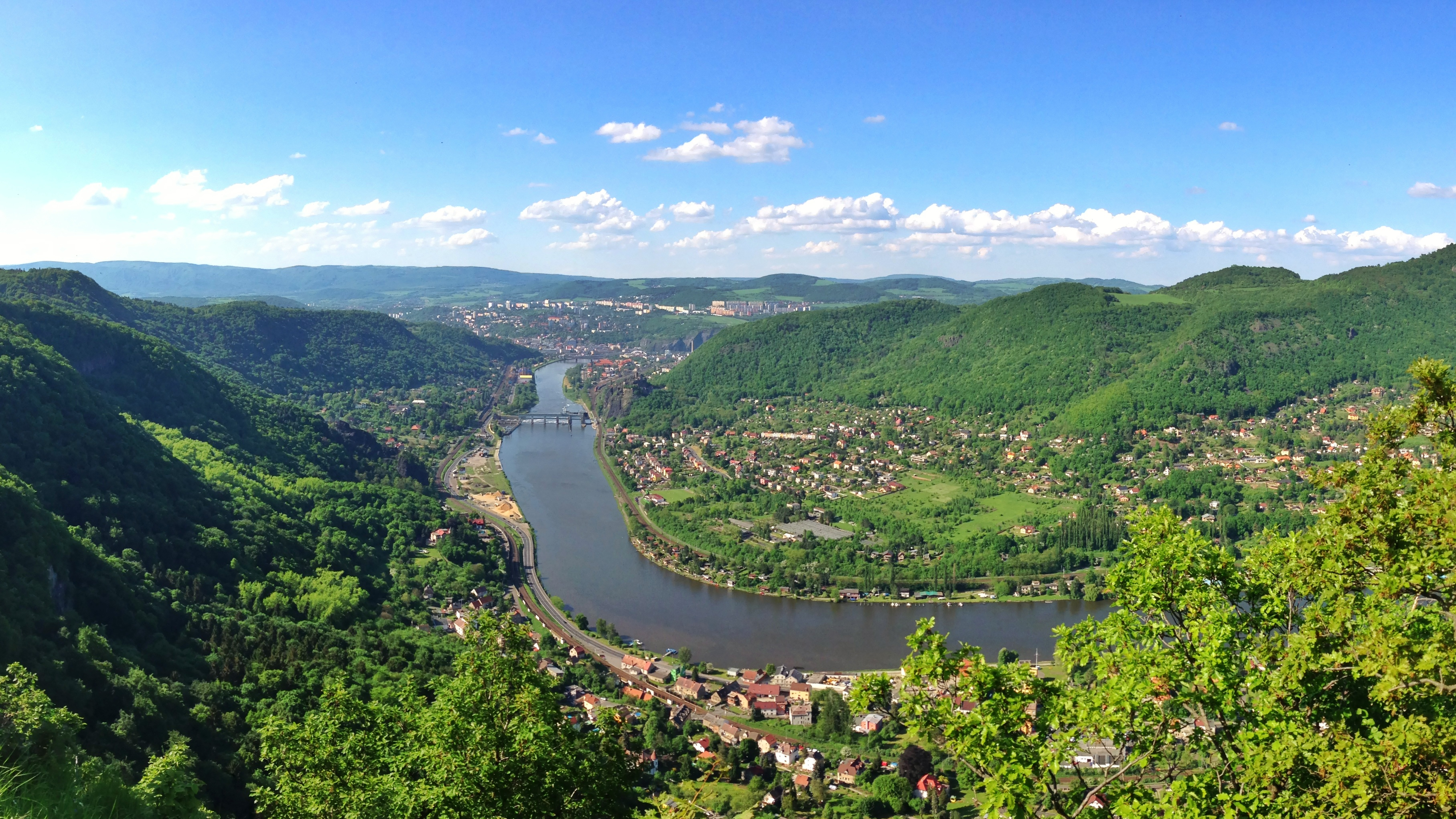
Vallée de l'Elbe.

La ville est située sur l'axe commercial qui va de Prague à Dresde. Par la route, Ústí nad Labem se situe à 59 km de Dresde et à 92 km de Prague.
La topographie de la région d'Ústí nad Labem a servi aux développeurs du studio de jeu vidéo Bohemia Interactive pour créer la carte de Chernarus, dont elle est directement inspirée.

## Histoire
D'après le chroniqueur Cosmas de Prague, la ville est le berceau de la dynastie des Přemyslides, qui fonda le royaume de Bohême : c'est d'ici que partit le laboureur Přemysl pour épouser la princesse Libuše et s'asseoir sur le trône princier.
La ville obtient, selon toutes probabilités, le statut de ville royale au XIIIe siècle par un édit de Otakar II Přemysl, ce statut est confirmé par la suite par Jean de Luxembourg. La ville bénéficie des droits de Magdebourg et lève l'octroi sur les marchandises qui transitent sur l'Elbe.
Durant les guerres hussites, Ústí est occupée par le margrave de Meißen ; les Hussites y mettent le siège et la conquièrent sans s'en prendre à la population allemande de la ville. La guerre de Trente Ans affecte durement la ville comme le reste du pays : elle est sept fois prise ou reprise par les différentes armées. La ville en sort exsangue et dépeuplée. Pendant les deux siècles suivants, elle ne compte que 2 000 habitants et n'est guère plus qu'un gros bourg agricole.
La renaissance de la ville arrive avec la révolution industrielle et la découverte de gisements de lignite dans les alentours, le développement de la marine marchande sur l'Elbe avec les bateaux à vapeur. Entre 1840 et 1860, la population quadruple pour atteindre 7 950 habitants. En dépit d'une épidémie de choléra, en 1873, qui emporte un habitant sur quinze, on dénombre 16 500 habitants en 1880.
Le premier pont sur l'Elbe est construit en 1872 ; y passe la ligne de chemin de fer Berlin-Bagdad. À la fin du XIXe siècle, Aussig (le nom qu'avait alors Ústí nad Labem) est le premier port de l'Empire austro-hongrois, dépassant celui de Trieste sur la mer Adriatique. Le recensement de 1910 dénombre 40 000 habitants.
L'entre-deux-guerres est marqué, à Aussig comme dans la plupart des régions des Sudètes, par les tensions croissantes entre les communautés tchèque et allemande. Le Parti allemand des Sudètes du pro-nazi Konrad Henlein y remporte les élections locales de 1935 avec 16 494 voix sur 28 331. Le 9 octobre 1938, quelques jours après la signature des Accords de Munich, la ville est occupée et annexée par le Troisième Reich. Un timbre spécial est alors émis par les autorités allemandes, à l'effigie de Hindenburg et portant la mention « Aussig ist frei » (Aussig est libre).
Important centre chimique, la ville est bombardée par des raids de l'USAAF les 17 et 19 avril 1945. Un cinquième de la ville est détruite dont la banlieue d'Ostrov et la vieille ville qui le sont complètement. Le nombre de victimes des bombardements s'élève à au moins 513 personnes.
Les décrets Beneš provoquent l'exode forcé de 53 000 habitants allemands de la région d'Ústí entre 1945 et 1948. La ville est le témoin du massacre de familles accusées d'avoir été nazies le 31 juillet 1945 où 2 000 à 3 000 personnes sont tuées, des femmes et des enfants étant noyés dans l'Elbe en dépit des efforts du maire tchèque Vondra pour calmer la foule. À la place des Allemands, le gouvernement communiste fait venir les populations slovaques de Ruthénie subcarpathique, annexée par l'URSS à la suite du traité soviéto-tchécoslovaque du 29 juin 1945.

## Population
Recensements (*) ou estimations de la population de la commune dans ses limites actuelles :
| 1869*  | 1880*  | 1890*  | 1900*  | 1910*  | 1921*  |
| ------ | ------ | ------ | ------ | ------ | ------ |
| 20 284 | 27 834 | 40 796 | 57 330 | 68 313 | 71 659 |

| 1930*  | 1939   | 1947   | 1950*  | 1961*  | 1970*  |
| ------ | ------ | ------ | ------ | ------ | ------ |
| 79 644 | 67 063 | 56 326 | 64 179 | 72 148 | 79 544 |

| 1980*  | 1991*  | 2001*  | 2011*  | 2016   | 2017   |
| ------ | ------ | ------ | ------ | ------ | ------ |
| 89 272 | 98 178 | 95 436 | 93 000 | 93 248 | 92 984 |

| 2018   | 2019   | 2020   | 2021*  | 2022   | 2023   |
| ------ | ------ | ------ | ------ | ------ | ------ |
| 93 040 | 92 952 | 92 716 | 89 713 | 90 378 | 91 963 |

## Sport
Le semi-marathon d'Ústí nad Labem a lieu chaque année au mois de septembre.

## Transport
La ville possède un réseau de trolleybus comptant treize lignes dont deux de nuit.

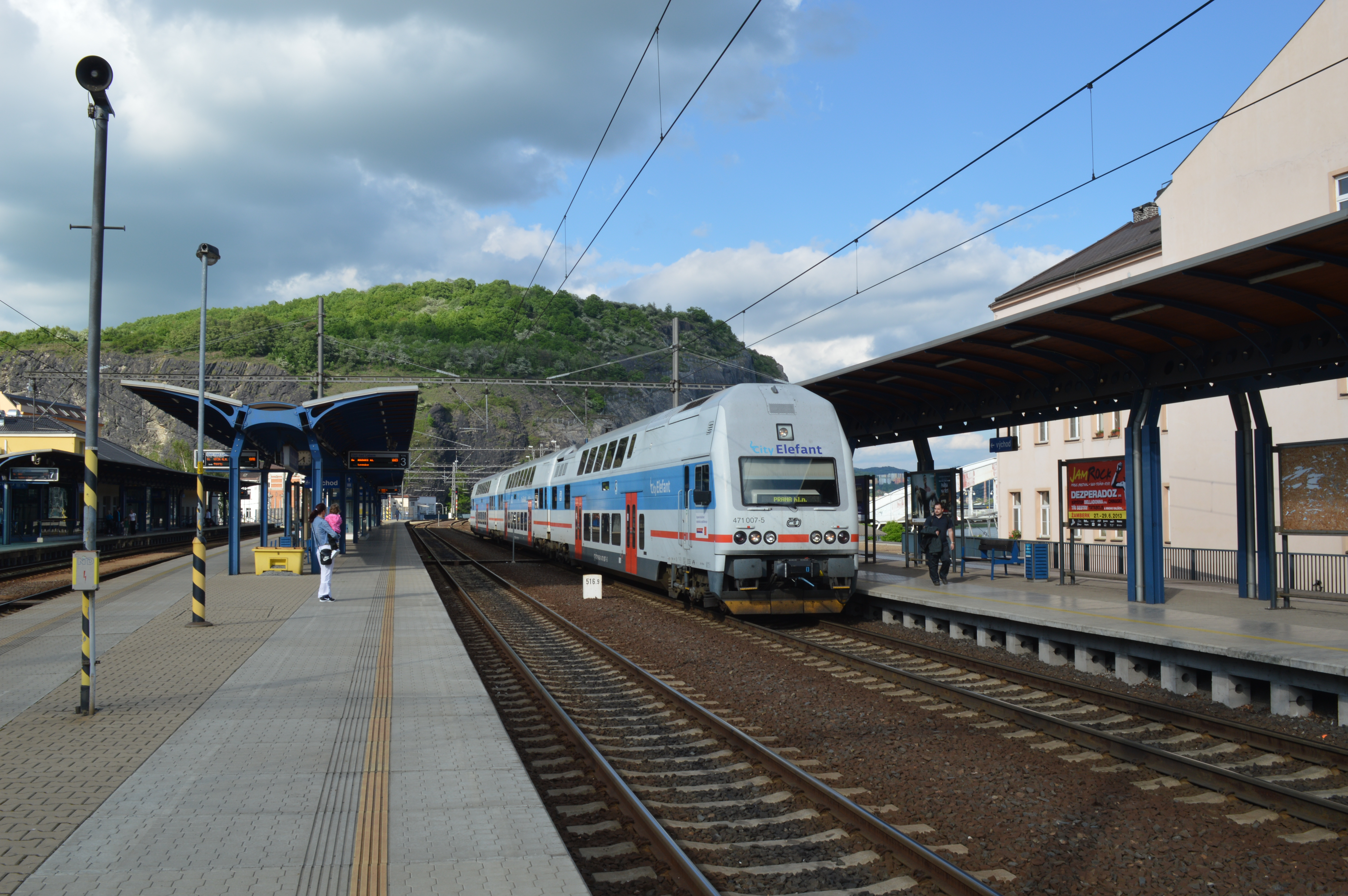
Ligne Prague-Děčín : train à deux étages en gare d'Ústí nad Labem.
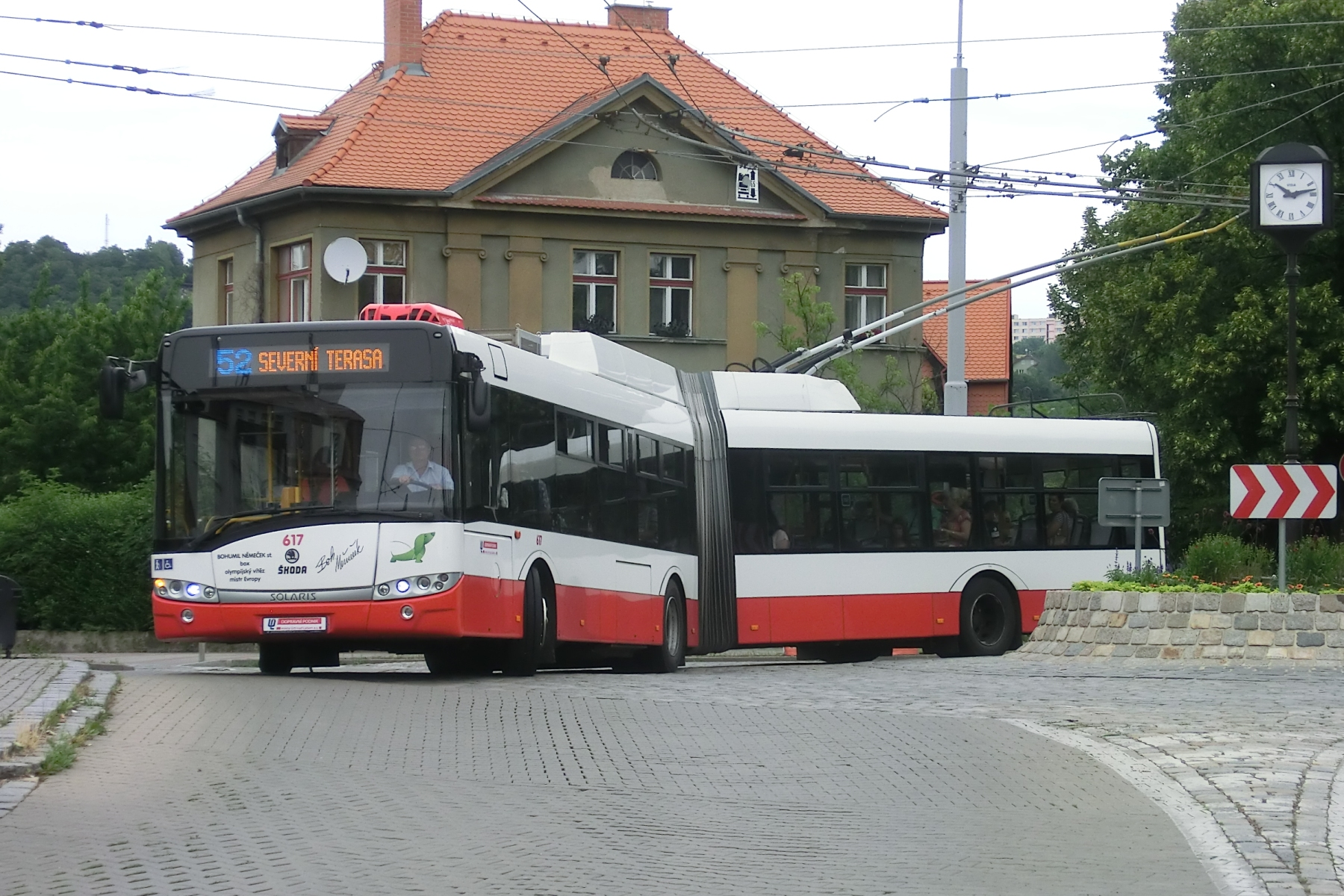
Trolleybus Škoda-27Tr Solaris.

## Jumelage
- Vladimir (Russie)

## Personnalités
- Jiří Bubla (1950- ), joueur de hockey sur glace
- Milan Hejduk (1976- ), joueur de hockey sur glace
- Günther Herbig (1931- ), chef d'orchestre
- Jiří Jarošík (1977- ), footballeur
- Anton Raphael Mengs (1728-1779), peintre
- Lilli Hornig (1921-2017), née Schwenk, chimiste tchéco-américaine, membre du Projet Manhattan.